# Гальчинці
Га́льчинці — село в Україні, у Теофіпольській селищній громаді Хмельницького району Хмельницької області. Розташоване на північному заході громади, за 18 км від громадського центру. До 2020 — адміністративний центр Гальчинецької сільської ради. До складу сільської ради також входили села Єлизаветпіль, Новоіванівка і Слуцьке. 

## Історія
Засноване у 1579 році.
Село вперше згадується як Гальчичі у скарзі княгині Ганни Збаразької від 26 червня 1562 року про наїзд урядників київського воєводи князя Костянтина Острозького разом зі спільниками на маєтки вітебського воєводи князя Стефана Збаразького.
7 (20) листопада 1917 року, відповідно до.Третього Універсалу Української Центральної Ради, увійшло до складу Української Народної Республіки.
12 червня 2020 року, відповідно до розпорядження Кабінету Міністрів України № 727-р «Про визначення адміністративних центрів та затвердження територій територіальних громад Хмельницької області», увійшло до складу Теофіпольської селищної громади.
19 липня 2020 року, в результаті адміністративно-територіальної реформи та ліквідації Теофіпольського району, село увійшло до складу Хмельницького району.

## Сучасність
У селі 257 дворів, 703 мешканці (2007). Працює будинок культури, клуб, бібліотека, загальноосвітня школа.
Староста — Бишук Людмила Іванівна.
Визначні місця: пам'ятник загиблим воїнам-односельчанам, пам'ятник уродженцю села, Герою Радянського Союзу П. К. Баюку.

## Населення
Згідно з переписом УРСР 1989 року чисельність наявного населення села становила 766 осіб, з яких 338 чоловіків та 428 жінок.
За переписом населення України 2001 року в селі мешкало 708 осіб.

### Мова
Розподіл населення за рідною мовою за даними перепису 2001 року:
| Мова       | Відсоток |
| ---------- | -------- |
| українська | 99,30 %  |
| російська  | 0,42 %   |
| вірменська | 0,28 %   |

## Відомі уродженці
- Баюк Петро Ксенофонтович (1920—1943) — радянський офіцер, Герой Радянського Союзу, у роки німецько-радянської війни командир батальйону 229-го стрілецького полку 8-ї стрілецької дивізії 13-ї армії Центрального фронту, капітан.
- Гандзюк Степан Миколайович (нар. 1943) — український живописець.
- Драюк Володимир Максимович — публіцист, нарисовець, літератор, член Національної спілки журналістів України, офіцер МВС України. Народився 3 квітня 1952 року в селі Гальчинці Теофіпольського району на Хмельниччині. Але доля пов'язала його з Буковиною, де у 1978-му році закінчив філологічний факультет Чернівецького державного університету, понад чверть віку служив у міліції. Як експерт у галузі криміналістики понад 10 років працював керівником центру зв'язків з громадськістю УВМС України у Чернівецькій області, у прес-службі територіального управління Державної судової адміністрації України в Чернівецькій області, викладачем кафедри правознавства, був членом вченої ради Чернівецької філії Міжрегіональної академії управління персоналом.